# Kathy Etchingham
Kathy Etchingham est une écrivaine anglaise née le 18 juin 1946 à Derby, connue sur la scène musicale du Swinging London des années 1960 pour sa relation avec Jimi Hendrix.

## Biographie

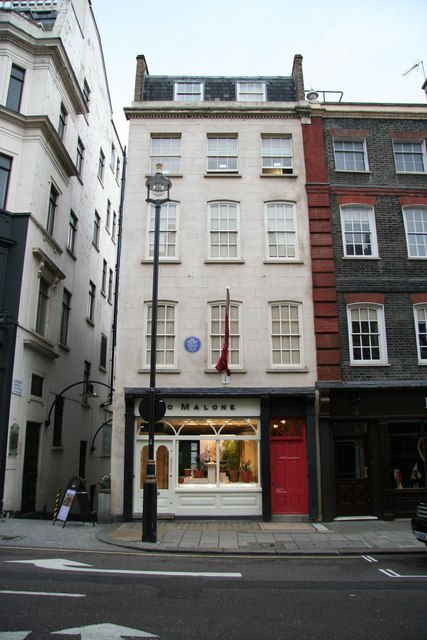
La maison de Mayfair où Kathy Etchingham et Jimi Hendrix ont vécu en 1968 et 1969.

Kathleen Mary Etchingham naît à Derby le 18 juin 1946. Son père, Charles Etchingham, est un Irlandais originaire de Dublin, ingénieur chez Rolls Royce ; sa mère Lil, fille d'une Rom diseuse de bonne aventure originaire de Hongrie et surnommée Black Nana; quitte le foyer familial quand Kathy a 10 ans. Le père sombre dans l'alcoolisme et perd son emploi. La jeune fille et son frère, plongés dans la misère, sont pris en charge par leur famille paternelle ; elle est envoyée à l'internat d'un couvent de Skerries. Sa mère l'en arrache et elle s'installe à Londres en 1962.
Là, elle devient DJ dans un club de Kensington puis au Scotch of St. James (en), tout en travaillant comme coiffeuse,. Elle fréquente les musiciens de l'époque comme The Animals, les Who, les Kinks, les Moody Blues, The Move.
Elle a 20 ans quand elle rencontre Jimi Hendrix au Scotch of St. James dans la nuit de son arrivée à Londres le 24 septembre 1966, et une liaison débute entre eux qui durera le temps de son ascension à la célébrité. Selon son site Web personnel, Kathy Etchingham a été l'inspiratrice de plusieurs compositions de Hendrix :  The Wind Cries Mary, écrit après une dispute entre eux, Foxy Lady, que le guitariste lui dédie sur scène, ou encore Gypsy Eyes. Elle est la Katherina de 1983... (A Merman I Should Turn to Be) et la Linda de Send My Love to Linda (dont le titre originel était Send My Love to Kathy).
Le couple se sépare le 9 avril 1969, le guitariste passant tout son temps en Amérique du Nord. Elle le croise une dernière fois la veille de sa mort.
Après l'échec d'un premier mariage elle se remarie avec un médecin et a deux enfants. En 1996 elle remporte un procès en diffamation contre une autre ancienne petite amie du guitariste, Monika Dannemann. En 1997, c'est elle qui dévoile la Blue plaque emblématique du patrimoine anglais sur le mur de la maison de Jimi Hendrix au 23 Brook Street de Mayfair. l'année suivante elle publie un livre, Through Gypsy Eyes, consacré à sa vie pendant les années 1960 et à sa liaison avec Hendrix.
En 2014, Kathy Etchingham critique le biopic de John Ridley Jimi: All Is by My Side qui décrit sa relation avec le guitariste, le qualifiant d'« absurdité absolue ».